# Fahad al-Mehallel
Fahad al-Mehallel (arabisch فهد عبد الرحمن المهلل الدوسري, DMG Fahd ʿAbd ar-Raḥmān al-Muhallil ad-Dausarī; * 11. November 1970 in Riad) ist ein ehemaliger saudi-arabischer Fußballspieler.

## Karriere

### Klub
Er begann seiner Karriere in der Saison 1988/89 bei al-Shabab und verbrachte hier auch den Großteil seiner Karriere. Bis zur Saison 1999/2000 gewann er mit seinem Team drei Mal die Meisterschaft und ebenfalls drei Mal den Pokal. Während der Spielzeit 1999/2000 wechselte er zu al-Nasr, wo er bis zur Saison 2001/02 spielte und anschließend seine Karriere beendete.

### Nationalmannschaft
Seinen ersten bekannten Einsatz für die saudi-arabische Nationalmannschaft hatte er am 15. September 1992 bei dem 2:0-Halbfinalsieg im Arabischen Nationenpokal 1992 über Kuwait. Er wurde zur 85. Minute für Said al-Uwairan eingewechselt. Auch in beiden Spielen des König-Fahd-Pokals 1992 sowie in zwei Gruppenspielen und dem Finale der Asienmeisterschaft 1992 spielte er. Beim Golfpokal 1992 kam er danach noch auf drei Einsätze.
Nun folgten Einsätze in Freundschafts- als auch Qualifikationsspielen zur Weltmeisterschaft 1994. In den Kader Endrunde wurde er dann zwar berufen, erhielt aber keinen Einsatz. Sein nächstes Turnier, wo er auch Spielzeit bekam, war somit der Golfpokal 1994, wo er sogar in jeder Partie eingesetzt wurde. Im darauffolgenden Jahr ging es weiter beim König-Fahd-Pokal 1995, wo er erneut in beiden Partien des Teams zum Einsatz kam. Darauf folgten weitere Freundschaftsspiele und erst mit dem Golfpokal 1996 im Oktober 1996 das nächste Turnier. Zum Ende des Jahres ging es aber nun zur Asienmeisterschaft 1996, wo er es mit seiner Mannschaft wieder bis ins Finale schaffte und letztlich auch den Titel gewann.
Erneut ging es weiter mit Freundschaftsspielen, auf die dann auch die ersten Spiele für die Qualifikation zur Weltmeisterschaft 1998 folgten. Zum Ende des Jahres 1997 folgte dann noch die Teilnahme mit seinem Team am Konföderationen-Pokal 1997, wo er in allen drei Gruppenspielen seines Teams spielte. Bei der Weltmeisterschaft 1998 war er auch wieder dabei, kam aber lediglich in einem Gruppenspiel zum Einsatz. Es folgten nach dem Turnier noch einmal vier Freundschaftsspiele, von denen das am 30. September 1999 dann auch sein letztes im Nationaltrikot war.